# Cil (okręg Arad)
Cil – wieś w Rumunii, w okręgu Arad, w gminie Almaș. W 2011 roku liczyła 530 mieszkańców. 